# Iris (serie televisiva)
Iris (아이리스?, A-iriseuLR) è un drama sudcoreano trasmesso su KBS2 dal 14 ottobre al 17 dicembre 2009 per venti episodi. Con un budget di più di venti miliardi di won, nel 2010 condivideva, insieme al suo spin-off Athena - Jeonjaeng-ui yeosin, il record di drama coreano più costoso mai prodotto. Un successo di critica e ascolti, con una media di share del 30% e il primo posto tra i programmi più visti ogni settimana fin dal debutto, ne sono stati tratti il film cinematografico riassuntivo Iris - The Movie, uno spin-off e un sequel.

## Trama
I migliori amici Kim Hyun-jun e Jin Sa-woo, in addestramento nella 707ª Unità per missioni speciali dell'esercito della Corea del Sud, incontrano la bella Choi Seung-hee, della quale entrambi s'innamorano. I due ignorano che la donna in realtà sia un'agente del National Intelligence Service, nel quale vengono reclutati dopo aver superato con successo un test. Diretto da Baek San, il NIS è un'organizzazione segreta con il compito di precludere le minacce esterne e tutelare gli interessi del Paese anche compiendo degli omicidi; dalla sua fondazione nel 1976, durante il governo di Park Chung-hee, l'esistenza dell'agenzia è rimasta un segreto di stato per tutti, compreso il Presidente. Hyun-jun e Seung-hee iniziano una relazione segreta, finché, durante una missione a Budapest, Hyun-jun scopre l'esistenza della IRIS, un'organizzazione che trae profitto dalle guerre, e del loro piano di iniziare una guerra civile tra le due Coree: Hyun-jun diventa quindi un agente doppio-giochista per impedire che la IRIS attui il suo piano.

## Personaggi

### Personaggi principali
- Kim Hyun-jun, interpretato da Lee Byung-hun e Oh Eun-chan (da bambino).
Soldato delle forze speciali, Hyun-jun ha vissuto la sua vita prestando poca attenzione ai dettagli. Grazie alla memoria fotografica, le eccellenti abilità atletiche e la dimestichezza con tutte le armi da fuoco, si distingue rapidamente all'interno del NIS. Assumendo il nome in codice "TK1" durante le operazioni, lavora spesso in coppia con l'amico e collega Jin Sa-woo.
- Choi Seung-hee, interpretata da Kim Tae-hee.
La leader della squadra all'interno del NIS, Seung-hee è una profiler esperta che assiste il secondo in comando, Park Sang-hyun, reclutando Kim Hyun-jun e Jin Sa-woo. Ammirata per la bellezza e la perspicacia, Seung-hee è apprezzata in tutto il NIS.
- Jin Sa-woo, interpretato da Jung Joon-ho.
Amico cresciuto con Hyun-jun, Sa-woo è il più responsabile dei due. Entrambi membri delle forze speciali, si sono spesso trovati in competizione tra di loro sul campo e, dopo essere entrati nel NIS, anche in amore per l'affetto di Choi Seung-hee. Il suo nome in codice è "TK2". In seguito, tradisce il NIS per la IRIS.
- Park Cheol-young, interpretato da Kim Seung-woo.
Sostenitore del Partito del Lavoro di Corea, è a capo della forze di sicurezza della Corea del Nord, responsabili di scortare e proteggere i capi di stato nelle missioni diplomatiche. Incontra per la prima volta Kim Hyun-jun in Ungheria.
- Kim Seon-hwa, interpretata da Kim So-yeon.
È una delle poche donne nelle forze di sicurezza della Corea del Nord e sottoposta di Park Cheol-young, ha una grande ammirazione per il suo superiore e nutre profondo risentimento per la Corea del Sud.
- Vick, interpretato da Choi Seung-hyun.
Un assassino misterioso che lavora per la IRIS, Vick risponde a un uomo conosciuto solo come "Mr. Black". Parla fluentemente in inglese e coreano, ed è spesso responsabile di eliminare gli obiettivi politici e recuperare, o distruggere, le informazioni sensibili.
- Baek San, interpretato da Kim Yeong-cheol e Jung Suk-won (da giovane).
È il vice-direttore del NIS e colui che supervisiona le operazioni. In realtà lavora per la IRIS; quando il suo tradimento viene scoperto, viene arrestato e incarcerato. È il padre di Yoo-gun, ma crede che la moglie e il figlio mai nato siano morti.

### Personaggi secondari
- Park Sang-hyun, interpretato da Yoon Je-moon.
Il capo del NIS solo nominalmente, è il supervisore generale e gestisce le operazioni quotidiane. È intransigente con i fallimenti e spesso si occupa personalmente di ogni singolo agente. È a capo delle missioni a livello nazionale.
- Yang Jung-in, interpretata da Kim Hye-jin.
A capo delle risorse di sicurezza, è una figura autoritaria affidabile e accomodante, ed è molto amica di Choi Seung-hee.
- Yang Mi-jung, interpretata da Hyun Jyu-ni.
Appartiene al reparto tecnologico ed è responsabile di garantire che gli agenti sul campo abbiano tutto ciò che serve per affrontare le missioni. È un'ottima hacker.
- Hwang Tae-sung, interpretato da Kim Dae-jin.
Lavora con Mi-jung.
- Oh Hyun-ku, interpretato da Yoon Joo-sang.
È il capo della scientifica e della sezione di medicina, ed è il più anziano del personale. Ha una relazione paterna con molti degli agenti, tra cui Mi-jung e Seung-hee.
- Cho Myung-ho, interpretato da Lee Jung-gil.
Il presidente della Corea del Sud, ha una forte ambizione e, pur essendo appena stato eletto, gestisce con pugno di ferro le relazioni con la Corea del Nord.
- Jung Jyun-jun, interpretato da Jung Han-yong.
È il consigliere di Cho Myung-ho e capo del suo gabinetto, uno dei pochi di cui il presidente può fidarsi pienamente.
- Hong Soo-jin, interpretato da Myung Ji-yun.
È la segretaria del presidente Cho.
- Yuki, interpretata da Karen Miyama.
È una studentessa giapponese che aiuta Hyun-jun quando ha bisogno d'aiuto.
- Eriko Sato, interpretata da Yoo Min.
Fa parte del servizio di sicurezza nazionale del Giappone.
- Ray, interpretato da David Lee McInnis.
È il leader del team operativo della IRIS.

## Produzione
Basata sul concetto generale del film del 1999 Swiri, Iris fu annunciata nel 2008 dalla casa di produzione Taewon Entertainment e attrasse l'attenzione per il budget da record. Kang Je-gyu, il regista di Swiri, fu coinvolto nello sviluppo iniziale del progetto per la televisione. Scritta da Kim Hyun-jun, Jo Gyu-won e Kim Jae-un, la serie iniziò la pre-produzione senza il sostegno di un canale televisivo per cercare d'innescare una guerra di offerte tra le potenziali emittenti.
Il 18 aprile 2008, Lee Byung-hun fu annunciato nel ruolo principale, mentre il 24 giugno fu rivelata l'entrata nel cast di T.O.P dei Big Bang. Seguirono Kim Tae-hee come protagonista femminile il 10 ottobre, e Kim Seung-woo e Jung Joon-ho all'inizio di febbraio 2009, mentre la serie iniziava ad attirare l'attenzione non solo in Corea, ma anche in Giappone, grazie al coinvolgimento di Lee. Contemporaneamente, dopo una lunga ricerca, furono annunciati i registi, Kim Kyu-tae e Yang Yun-ho, e la rete, KBS.
Le prime scene di Iris furono girate ad Akita, Giappone, il 10 marzo 2009 e proseguirono per tre settimane prima di lasciare il paese il 28 marzo. La troupe si spostò poi in Ungheria il 9 giugno, dove rimase un mese a girare tra Budapest e altre località; le riprese continuarono anche dopo la messa in onda del primo episodio. Gli attori girarono la maggior parte delle scene d'azione senza controfigure, compresa una in cui Lee Byung-hun salta dal Tamagawa Dam di Semboku (Akita), alto 130 metri, e si sottoposero a duri allenamenti.

## Ascolti
| Episodio | Data di trasmissione | Dati TNMS           | Dati TNMS                  | Dati AGB            | Dati AGB                   |
| Episodio | Data di trasmissione | A livello nazionale | Area metropolitana di Seul | A livello nazionale | Area metropolitana di Seul |
| -------- | -------------------- | ------------------- | -------------------------- | ------------------- | -------------------------- |
| 1        | 14 ottobre 2009      | 24,5%               | 25,4%                      | 20,3%               | 21,3%                      |
| 2        | 15 ottobre 2009      | 25,3%               | 26,1%                      | 23,0%               | 24,7%                      |
| 3        | 21 ottobre 2009      | 27,9%               | 29,3%                      | 25,9%               | 27,5%                      |
| 4        | 22 ottobre 2009      | 26,2%               | 27,2%                      | 23,8%               | 25,2%                      |
| 5        | 28 ottobre 2009      | 29,6%               | 30,3%                      | 26,7%               | 28,1%                      |
| 6        | 29 ottobre 2009      | 28,9%               | 29,8%                      | 27,7%               | 29,0%                      |
| 7        | 4 novembre 2009      | 30,7%               | 31,1%                      | 27,8%               | 27,9%                      |
| 8        | 5 novembre 2009      | 30,9%               | 31,9%                      | 27,1%               | 27,4%                      |
| 9        | 11 novembre 2009     | 32,7%               | 33,3%                      | 28,2%               | 28,9%                      |
| 10       | 12 novembre 2009     | 33,7%               | 34,5%                      | 28,6%               | 29,7%                      |
| 11       | 18 novembre 2009     | 34,1%               | 34,9%                      | 29,3%               | 30,1%                      |
| 12       | 19 novembre 2009     | 31,3%               | 32,3%                      | 28,0%               | 29,9%                      |
| 13       | 25 novembre 2009     | 32,0%               | 32,5%                      | 29,6%               | 31,0%                      |
| 14       | 26 novembre 2009     | 32,5%               | 33,4%                      | 27,4%               | 27,7%                      |
| 15       | 2 dicembre 2009      | 34,7%               | 35,5%                      | 30,6%               | 32,5%                      |
| 16       | 3 dicembre 2009      | 35,7%               | 36,5%                      | 31,3%               | 32,8%                      |
| 17       | 9 dicembre 2009      | 37,2%               | 39,1%                      | 32,8%               | 34,0%                      |
| 18       | 10 dicembre 2009     | 35,7%               | 37,8%                      | 32,2%               | 32,9%                      |
| 19       | 16 dicembre 2009     | 35,0%               | 36,4%                      | 31,6%               | 33,2%                      |
| 20       | 17 dicembre 2009     | 39,9%               | 41,8%                      | 35,5%               | 37,3%                      |
| Media    | Media                | 31,9%               | 33,0%                      | 28,4%               | 29,6%                      |
| Speciale | 23 dicembre 2009     | 12,0%               | 12,8%                      | 10,0%               | 10,5%                      |

## Colonna sonora
Versione standard
1. Baek Ji-young – Don't Forget (잊지말아요) – 4:05 (testo: Choi Gab-won – musica: Kim Do-hun, Lee Hyun-seung)
2. Shin Seung-hun – Love of Iris – 3:47 (testo: Yang Jae-seon – musica: Shin Seung-hun, Lee Hyun-seung)
3. Kim Tae-woo – Dreaming Dream (꿈을 꾸다) – 4:22 (testo: Lee Hyun-seung, Kim Tae-woo – musica: Lee Hyun-seung)
4. Big Bang – Hallelujah (할렐루야) – 3:14 (testo: G-Dragon – musica: Teddy, G-Dragon)
5. Juni – Empty – 3:52 (Kim Soo-jin)
6. Main Title – 2:26 (musica: Yi Dong-jun)
7. Mission of Destiny – 2:27 (musica: Yi Dong-jun)
8. Assassination – 3:06 (musica: Yi Dong-jun)
9. Fight Factory – 2:17 (musica: Yi Dong-jun)
10. Destiny Love – 4:01 (musica: Yi Dong-jun)
11. Pretty Love – 3:50 (musica: Yi Dong-jun)
12. Sad Love – 2:53 (musica: Yi Dong-jun)
13. Hard Day – 2:33 (musica: Yi Dong-jun)
14. Midnight Run – 2:46 (musica: Choe Seong-gwon)
15. Bullets – 3:17 (musica: Choe Seong-gwon)
16. No Way Out – 2:20 (musica: Choe Seong-gwon)

Versione limitata (disco 1)
1. Kim Tae-woo – Dreaming Dream (꿈을 꾸다) – 4:22
2. Baek Ji-young – Don't Forget (잊지 말아요) – 4:05
3. Seo In-young – Can I Love (사랑하면 안되나요) – 3:41
4. Big Bang – Hallelujah (할렐루야) – 3:14
5. Shin Seung-hun – Love of Iris – 3:49
6. December – True Love... (사랑 참...) – 3:31
7. Lee Jung-hyun – How Do I Hold Back the Tears (어떻게 눈물 참는지) – 4:36
8. Ji-hoon – Good for Everybody (너라서 좋았다) – 3:47
9. Juni – Empty – 3:52
10. December – Doraolsun Eomnayo (돌아올순 없나요) – 3:44

Versione limitata (disco 2)
1. Main Title – 2:26 (musica: Yi Dong-jun)
2. Mission of Destiny – 2:27 (musica: Yi Dong-jun)
3. Assassination – 3:06 (musica: Yi Dong-jun)
4. Fight Factory – 2:17 (musica: Yi Dong-jun)
5. Destiny Love – 4:01 (musica: Yi Dong-jun)
6. Pretty Love – 3:50 (musica: Yi Dong-jun)
7. Sad Love – 2:53 (musica: Yi Dong-jun)
8. Sad Love (versione chitarra) – 2:10 (musica: Yi Dong-jun)
9. Chase 140 – 1:42 (musica: Yi Dong-jun)
10. Chase 150 – 2:07 (musica: Yi Dong-jun)
11. Tension 80-2 – 5:08 (musica: Yi Dong-jun)
12. Hard Day – 2:33 (musica: Yi Dong-jun)
13. Midnight Run – 2:46 (musica: Choe Seong-gwon)
14. Bullets – 3:17 (musica: Choe Seong-gwon)
15. No Way Out – 2:20 (musica: Choe Seong-gwon)

Versione deluxe giapponese (disco 1)
1. Lee Byung-hun – Stay – 3:52
2. Kim Tae-woo – Dreaming Dream (夢を見る) – 4:22
3. Baek Ji-young – Don't Forget (忘れないで) – 4:05
4. Seo In-young – Can I Love (愛してはいけませんか) – 3:41
5. Big Bang – Hallelujah (ハレルヤ) – 3:14
6. Shin Seung-hun – Love of Iris – 3:47
7. December – True Love... (愛って本当に...) – 3:31
8. Lee Jung-hyun – How Do I Hold Back the Tears (どうやって涙をこらえるのか) – 4:36
9. Ji-hoon – Good for Everybody (君でよかった) – 3:47
10. Juni – Empty – 3:52
11. December – Doraolsun Eomnayo (戻れないでしょうか) – 3:44
12. Lee Byung-hun – Endless Road (versione giapponese) – 4:18
13. Lee Byung-hun – Endless Road (versione coreana) – 4:15

Versione deluxe giapponese (disco 2)
1. Main Title – 2:26 (musica: Yi Dong-jun)
2. Mission of Destiny – 2:27 (musica: Yi Dong-jun)
3. Assassination – 3:06 (musica: Yi Dong-jun)
4. Fight Factory – 2:17 (musica: Yi Dong-jun)
5. Destiny Love – 4:01 (musica: Yi Dong-jun)
6. Pretty Love – 3:50 (musica: Yi Dong-jun)
7. Sad Love – 2:53 (musica: Yi Dong-jun)
8. Sad Love (versione piano) – 2:11 (musica: Yi Dong-jun)
9. First Love – 2:18 (musica: Yi Dong-jun)
10. Chase 140 – 1:42 (musica: Yi Dong-jun)
11. Chase 150 – 2:07 (musica: Yi Dong-jun)
12. Tension 80 – 0:53 (musica: Yi Dong-jun)
13. Tension 80-2 – 5:08 (musica: Yi Dong-jun)
14. Mystery 70 – 2:02 (musica: Yi Dong-jun)
15. Big – 3:44 (musica: Yi Dong-jun)
16. Hard Day – 2:33 (musica: Yi Dong-jun)
17. Midnight Run – 2:46 (musica: Choe Seong-gwon)
18. Bullets – 3:17 (musica: Choe Seong-gwon)
19. No Way Out – 2:20 (musica: Choe Seong-gwon)

## Riconoscimenti
| Anno | Premio                           | Categoria                                                    | Ricevente                   | Risultato       |
| ---- | -------------------------------- | ------------------------------------------------------------ | --------------------------- | --------------- |
| 2009 | KBS Drama Awards                 | Gran premio                                                  | Lee Byung-hun               | Vincitore/trice |
| 2009 | KBS Drama Awards                 | Premio alla massima eccellenza, attore                       | Kim Seung-woo               | Candidato/a     |
| 2009 | KBS Drama Awards                 | Premio alla massima eccellenza, attore                       | Lee Byung-hun               | Candidato/a     |
| 2009 | KBS Drama Awards                 | Premio alla massima eccellenza, attrice                      | Kim Tae-hee                 | Candidato/a     |
| 2009 | KBS Drama Awards                 | Premio all'eccellenza, attore in un drama di media lunghezza | Jung Joon-ho                | Vincitore/trice |
| 2009 | KBS Drama Awards                 | Premio all'eccellenza, attore in un drama di media lunghezza | Kim Seung-woo               | Vincitore/trice |
| 2009 | KBS Drama Awards                 | Premio all'eccellenza, attore in un drama di media lunghezza | Lee Byung-hun               | Candidato/a     |
| 2009 | KBS Drama Awards                 | Premio all'eccellenza, attore in un drama di media lunghezza | Kim Tae-hee                 | Vincitore/trice |
| 2009 | KBS Drama Awards                 | Premio all'eccellenza, attore in un drama di media lunghezza | Kim So-yeon                 | Candidato/a     |
| 2009 | KBS Drama Awards                 | Miglior nuovo attore                                         | T.O.P                       | Candidato/a     |
| 2009 | KBS Drama Awards                 | Premio degli internauti, attore                              | Lee Byung-hun               | Vincitore/trice |
| 2009 | KBS Drama Awards                 | Premio popolarità, attrice                                   | Kim So-yeon                 | Vincitore/trice |
| 2009 | KBS Drama Awards                 | Miglior coppia                                               | Lee Byung-hun e Kim Tae-hee | Vincitore/trice |
| 2009 | Baeksang Arts Awards             | Miglior drama                                                |                             | Vincitore/trice |
| 2009 | Baeksang Arts Awards             | Miglior regia                                                | Yang Yun-ho e Kim Kyu-tae   | Candidato/a     |
| 2009 | Baeksang Arts Awards             | Miglior attore (TV)                                          | Lee Byung-hun               | Vincitore/trice |
| 2009 | Baeksang Arts Awards             | Miglior attrice (TV)                                         | Kim So-yeon                 | Candidato/a     |
| 2009 | Baeksang Arts Awards             | Miglior attrice (TV)                                         | Kim Tae-hee                 | Candidato/a     |
| 2010 | International Drama Festival     | Miglior attore asiatico                                      | Lee Byung-hun               | Vincitore/trice |
| 2010 | International Drama Festival     | Miglior produzione straniera                                 |                             | Vincitore/trice |
| 2010 | Seoul International Drama Awards | Eccellente attore coreano                                    | Lee Byung-hun               | Vincitore/trice |
| 2010 | Korea Drama Awards               | Miglior direttore della produzione (miniserie)               | Kim Kyu-tae                 | Vincitore/trice |
| 2010 | Korea Drama Awards               | Miglior produttore televisivo                                | Chung Tae-won               | Vincitore/trice |

## Adattamenti
Una versione romanzata in due volumi, scritta da Chae Woo-do, fu pubblicata durante la messa in onda: il primo volume uscì il 12 ottobre 2009 e il secondo il 12 novembre. Il secondo volume, al contrario del primo, presenta delle differenze rispetto alla trama della serie. Anche la graphic novel pubblicata nell'autunno 2011 differisce dal drama.